# Гайдзик, Джордж
Джордж Уильям Гайдзик (нем. George William Gaidzik; 22 февраля 1885, Чикаго, Иллинойс — 25 августа 1938, Мичиган) — американский прыгун в воду, бронзовый призёр летних Олимпийских игр 1908 года.
Гайдзик, сын польских иммигрантов, дважды участвовал в летних Олимпийских играх. В 1908 году в Лондоне он участвовал в обеих дисциплинах. В прыжках с трамплина он разделил третье место в финале, предварительно победив в четвертьфинале и полуфинале. В прыжках с вышки он выиграл четвертьфинал, был дисквалифицирован в полуфинале, но после протеста смог пройти в финал, в котором занял последнее пятое место.
Гайдзик также участвовал во всех дисциплинах на летних Олимпийских играх 1912 в Стокгольме. Он стал восьмым в прыжках с трамплина, заняв третье место в первом раунде, а также остановился на первом раунде в прыжках с вышки и с обычной вышки, заняв восьмое и второе места соответственно.
Гайдзик умер вместе со своим 15-летним сыном на озере Мичиган во время шторма.